# ヘンドリック・ファン・オラニエ＝ナッサウ
ヘンドリック・ファン・オラニエ＝ナッサウ（Hendrik van Oranje-Nassau、1820年6月13日 - 1879年1月14日）は、オランダの王族・軍人。海軍に長く勤務していたことからエンリケ航海王子にちなんで「ヘンドリック航海王子（Hendrik de Zeevaarder）」とも呼ばれた。

## 生涯

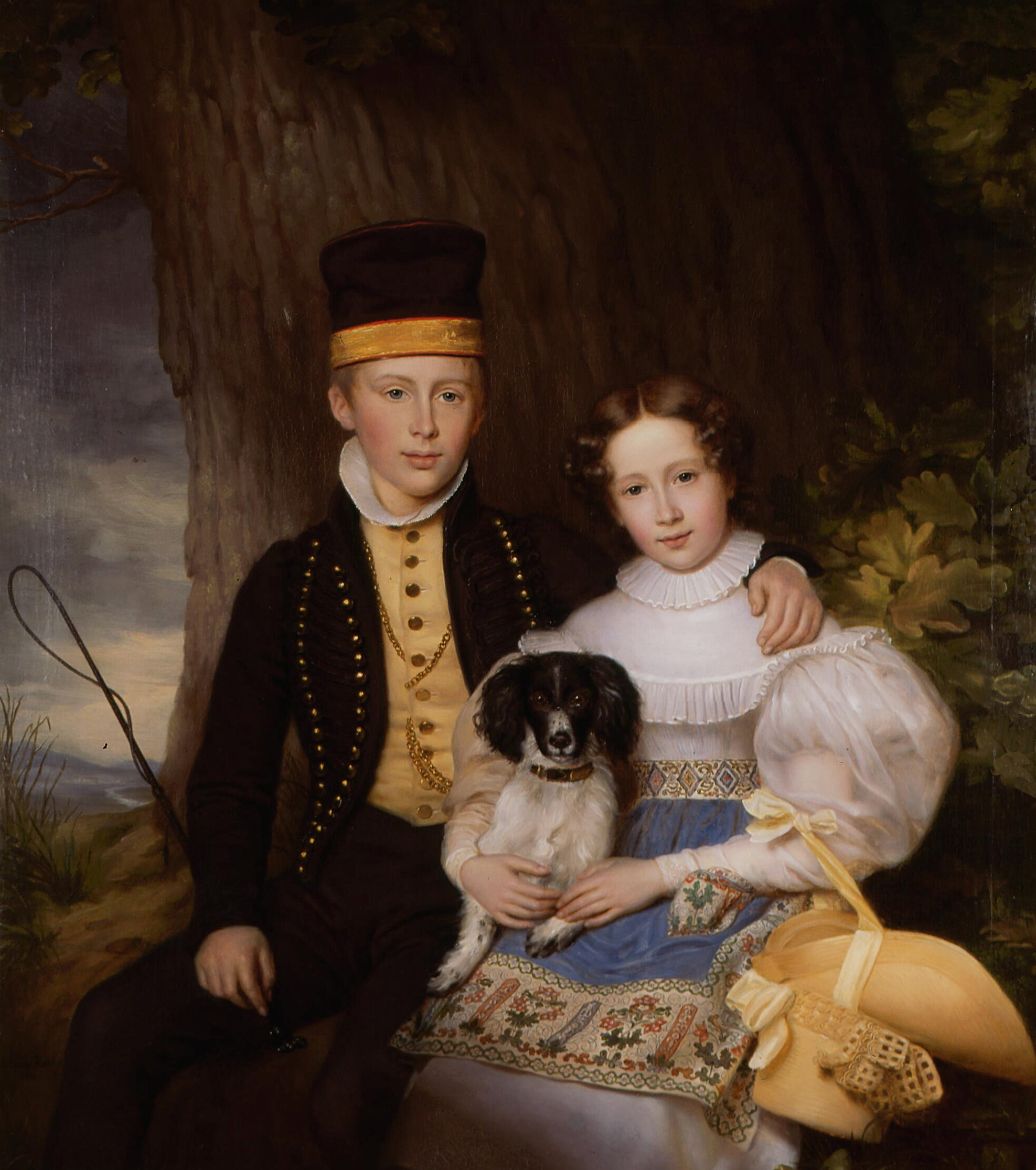
子ども時代のヘンドリックと妹ソフィー（ファン・デル・ハルスト画、1830年）

ヘンドリックは1820年6月13日、オラニエ公ウィレム（後のオランダ王ウィレム2世）とその妃であったロシア皇帝パーヴェル1世の皇女アンナの間に第三子（三男）としてスーストダイク宮殿（ユトレヒト州バールン）で生まれた。全名はウィレム・フレデリック・ヘンドリック（Willem Frederik Hendrik）。
ヘンドリックは海軍士官として軍歴を積み、最終的には海軍大将（Luitenant-admiraal）に任じられた。1837年にはオランダ領東インドを訪れ、この地に7ヶ月滞在している。
また1849年に父ウィレム2世が歿すると、兄の新王ウィレム3世によって1850年2月5日にルクセンブルクの総督に任命され、以後1879年に亡くなるまでその地位にあった。在任中、政府と協力して1856年のルクセンブルク・クーデターを起こし、君主と行政の権力強化に寄与した。しかし、1867年のルクセンブルク危機の後、1868年に新たに発布された憲法によってほとんどの変更点がもとに戻された。
1853年5月9日、ヘンドリックはザクセン＝ヴァイマル＝アイゼナハ大公子カール・ベルンハルトの娘アマーリア（1830年 - 1872年）とヴァイマルで結婚した。彼女とは子供がないまま死別したが、オランダ王家が断絶しかかっていた（ウィレム3世には当時存命の息子が二人いたが、長男のオラニエ公ウィレムは30歳になろうというのに未婚で、三男のアレクサンダーも未婚で病弱だった）ので、ヘンドリックは再婚相手を探した。そして彼はプロイセン王子フリードリヒ・カールの娘であるマリーと1878年8月24日にポツダムの新宮殿にて結婚した。

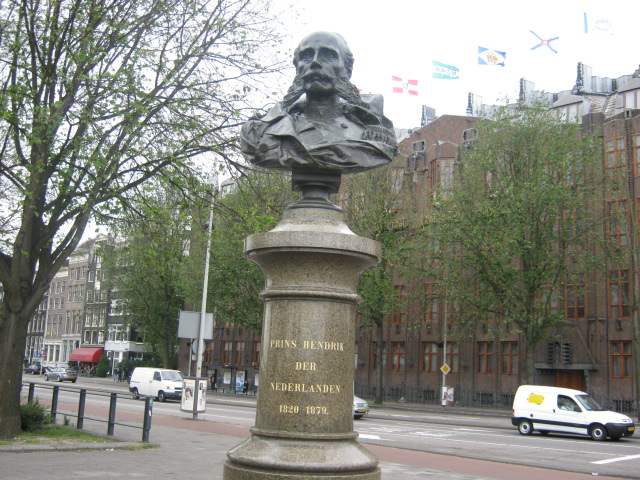
アムステルダムのプリンス・ヘンドリッカデにあるヘンドリックの像

しかしヘンドリックはそれからわずか5ヵ月後の1879年1月14日にヴァルフェルダンジュ（Walferdange、現ルクセンブルクのルクセンブルク広域行政区ルクセンブルク郡）にてはしかに罹って死去した。後妻のマリーとの間にも子供はいなかった。
遺体は1879年1月25日にデルフトの新教会にあるオラニエ＝ナッサウ家の墓所に埋葬された。
アムステルダムの主要な大通りであるプリンス・ヘンドリッカデ（Prins Hendrikkade）は1879年にヘンドリックが亡くなった後、彼にちなんで名付けられた。通りにはヘンドリックの胸像が建てられている。
1871年にヘンドリックが設立して彼にちなんで名付けられた慈善団体「ヘンドリック王子財団」は、船員とその未亡人の支援に取り組んでいる。